# خافيير فرانا
خافيير فرانا (بالإسبانية: Javier Frana) مواليد 25 ديسمبر 1966 في رافاييلا، الأرجنتين، هو لاعب كرة مضرب أرجنتيني سابق كان يلعب باليد اليسرى بدأ مسيرته كمحترف عام 1986، اعتزال اللعب في 1997.

## روابط خارجية
- خافيير فرانا على موقع رابطة محترفي التنس (الإنجليزية)
- خافيير فرانا على موقع الاتحاد الدولي لكرة المضرب (الإنجليزية)
- خافيير فرانا على موقع كأس ديفيز (الإنجليزية)
- خافيير فرانا على موقع خلاصة التنس.كوم (الإنجليزية)
- خافيير فرانا على موقع أوليمبيديا (الإنجليزية)